# Chiojdeanca
Chiojdeanca est une commune roumaine du județ de Prahova, dans la région historique de Valachie et dans la région de développement du Sud.

## Géographie
La commune de Chiojdeanca est située dans l'est du județ, à la limite avec le județ de Buzău, dans les collines du piémont des Carpates courbes, à 27 km au nord de Urlați et à 49 km au nord-est de Ploiești, le chef-lieu du județ.
La municipalité est composée des trois villages suivants (population en 1992) :
- Chiojdeanca (784), siège de la commune ;
- Nucet (4 723) ;
- Trenu (698).

## Histoire
La première mention écrite de la commune date de 1540.

## Politique
| Parti | Parti                            | Sièges |
| ----- | -------------------------------- | ------ |
|       | Parti social-démocrate (PSD)     | 7      |
|       | Parti national libéral (PNL)     | 3      |
|       | Parti du pouvoir humaniste (PRU) | 1      |

## Religions
En 2002, la composition religieuse de la commune était la suivante :
- Chrétiens orthodoxes, 99,88 %.

## Démographie
En 2002, la commune comptait 1 812 Roumains, soit la totalité de la population. On comptait à cette date 784 ménages et 904 logements.
| 1900  | 1965  | 1975  | 1992  | 2002  | 2007  |
| ----- | ----- | ----- | ----- | ----- | ----- |
| 2 598 | 2 789 | 2 461 | 1 954 | 1 812 | 1 840 |

## Économie
L'économie de la commune repose sur l'élevage et l'agriculture.

## Communications

### Routes
La route régionale DJ234 permet de rejoindre Urlați et la route nationale DN1B Ploiești-Buzău.

## Lieux et monuments
- Chiojdeanca, église en bois de Ste Parascève (Sf. Paraschieva Văgăunești) de 1792[6].

- Chiojdeanca, manoir Stav Dragomir de 1907.

- Nucet, église en bois de St Dimitri (Sf. Dumitru) de 1774[6].

## Personnalités
- Andrei Rădulescu (ro), (1880-1959), juriste et magistrat, président de l'Académie roumaine de 1946 à 1948.